# Mariam Kewchiszwili
Mariam Kewchiszwili (gruz.  მარიამ ქევხიშვილი; ur. 17 września 1985 w Gardabani) – gruzińska lekkoatletka, specjalizująca się w pchnięciu kulą.
Jako juniorka uczestniczyła w mistrzostwach świata juniorów w 2002 i 2004 roku oraz w mistrzostwach Europy juniorów w 2003 roku.
Dwukrotnie startowała na igrzyskach olimpijskich – w 2004 i 2008 roku zajmując odpowiednio 33. i 30. miejsce. Brała udział w uniwersjadzie w tureckim Izmirze. Uczestniczka mistrzostw świata z Berlina oraz mistrzostw Europy z Barcelony. W 2013 roku startowała na halowych mistrzostwach Europy.
Reprezentowała swój kraj podczas zawodów pucharu Europy w 2002, 20032004, 2005 oraz 2006 roku. W 2010 roku reprezontowała Gruzję w drużynowych mistrzostwach Europy.
Zwyciężczyni zawodów NCAA z 2009 i 2010 roku. Mistrzyni Gruzji na otwartym stadionie z 2005 roku.
Rekordy życiowe: stadion: pchnięcie kulą – 18,46 (17 kwietnia 2010, Gainesville), rzut dyskiem – 37,43 (19 czerwca 2010, Marsa), rzut młotem – 28,00 (22 czerwca 2002, Tallinn); hala: pchnięcie kulą – 18,59 (13 marca 2010, Fayetteville).

## Wyniki

### Zawody międzynarodowe
| Rok  | Zawody                      | Miejsce              | Wyniki szczegółowe | Wyniki szczegółowe | Wyniki szczegółowe | Wyniki szczegółowe | Wyniki szczegółowe | Wyniki szczegółowe | Wyniki szczegółowe | Wyniki szczegółowe | Wyniki szczegółowe | Rezultat | Pozycja | Uwagi | Źródło        |
| Rok  | Zawody                      | Miejsce              | Kwalifikacje       | Kwalifikacje       | Kwalifikacje       | Finał              | Finał              | Finał              | Finał              | Finał              | Finał              | Rezultat | Pozycja | Uwagi | Źródło        |
| Rok  | Zawody                      | Miejsce              | #1                 | #2                 | #3                 | #1                 | #2                 | #3                 | #4                 | #5                 | #6                 | Rezultat | Pozycja | Uwagi | Źródło        |
| ---- | --------------------------- | -------------------- | ------------------ | ------------------ | ------------------ | ------------------ | ------------------ | ------------------ | ------------------ | ------------------ | ------------------ | -------- | ------- | ----- | ------------- |
| 2002 | Mistrzostwa świata juniotów | Kingston, Jamajka    | 13,31              | 13,48              | 13,05              | NQ                 | NQ                 | NQ                 | NQ                 | NQ                 | NQ                 | 13,48    | 17.     |       | [ 1 ]         |
| 2003 | Mistrzostwa Europy juniotów | Tampere, Finlandia   | BD                 | BD                 | BD                 | NQ                 | NQ                 | NQ                 | NQ                 | NQ                 | NQ                 | 14,81    | 6.      |       | [ 3 ]         |
| 2004 | Mistrzostwa świata juniotów | Grosseto, Włochy     | 13,87              | 13,77              | 13,96              | NQ                 | NQ                 | NQ                 | NQ                 | NQ                 | NQ                 | 13,96    | 16.     |       | [ 2 ]         |
| 2004 | Igrzyska olimpijskie        | Ateny, Grecja        | 14,10              | 15,02              | 15,06              | NQ                 | NQ                 | NQ                 | NQ                 | NQ                 | NQ                 | 15,06    | 34.     |       | [ 4 ] [ 5 ]   |
| 2005 | Uniwersjada                 | Izmir, Turcja        | 14,22              | 14,32              | 17,71              | NQ                 | NQ                 | NQ                 | NQ                 | NQ                 | NQ                 | 14,71    | 10.     |       | [ 8 ]         |
| 2008 | Igrzyska olimpijskie        | Pekin, ChRL          | X                  | 15,99              | X                  | NQ                 | NQ                 | NQ                 | NQ                 | NQ                 | NQ                 | 15,99    | 30.     |       | [ 6 ] [ 7 ]   |
| 2009 | Mistrzostwa świata          | Berlin, Niemcy       | 17,95              | 17,68              | 17,75              | NQ                 | NQ                 | NQ                 | NQ                 | NQ                 | NQ                 | 17,95    | 14.     |       | [ 9 ] [ 10 ]  |
| 2010 | Mistrzostwa Europy          | Barcelona, Hiszpania | 16,62              | 17,36              | 17,78              | 17,71              | X                  | 17,87              | NQ                 | NQ                 | NQ                 | 17,87    | 8.      |       | [ 11 ] [ 12 ] |
| 2013 | Halowe mistrzostwa Europy   | Göteborg, Szwecja    | 16,66              | X                  | X                  | NQ                 | NQ                 | NQ                 | NQ                 | NQ                 | NQ                 | 16,66    | 14.     | SB    | [ 13 ] [ 14 ] |

### Puchar EuropyorazDrużynowe mistrzostwa Europy
| Rok          | Zawody                       | Poziom              | Miejsce          | Konkurencja    | Wynik    | Wynik         | Źródło |                     |                  |                |       |    |        |
| Rok          | Zawody                       | Poziom              | Miejsce          | Konkurencja    | Rezultat | Miejsce       | Źródło |                     |                  |                |       |    |        |
| ------------ | ---------------------------- | ------------------- | ---------------- | -------------- | -------- | ------------- | ------ | ------------------- | ---------------- | -------------- | ----- | -- | ------ |
| Rok          | Zawody                       | Poziom              | Miejsce          | Konkurencja    | 2002     | Puchar Europy | Źródło | Druga Liga, Grupa A | Tallinn, Estonia | pchnięcie kulą | 12,99 | 5. | [ 15 ] |
| rzut dyskiem | 29,38                        | 8.                  |                  |                | 2002     | Puchar Europy |        | Druga Liga, Grupa A | Tallinn, Estonia |                |       |    | [ 15 ] |
| rzut młotem  | 28,00                        | 7.                  |                  |                | 2002     | Puchar Europy |        | Druga Liga, Grupa A | Tallinn, Estonia |                |       |    | [ 15 ] |
| 2003         | Puchar Europy                | Druga Liga, Grupa B | Stambuł, Turcja  | pchnięcie kulą | 14,92    | 2.            | [ 16 ] |                     |                  |                |       |    |        |
| 2003         | Puchar Europy                | Druga Liga, Grupa B | Stambuł, Turcja  | rzut dyskiem   | 36,38    | 8.            | [ 16 ] |                     |                  |                |       |    |        |
| 2003         | Puchar Europy                | Druga Liga, Grupa B | Stambuł, Turcja  | rzut młotem    | 25,27    | 10.           | [ 16 ] |                     |                  |                |       |    |        |
| 2004         | Puchar Europy                | Druga Liga, Grupa B | Nowy Sad, Serbia | pchnięcie kulą | 15,31    | 1.            | [ 17 ] |                     |                  |                |       |    |        |
| 2004         | Puchar Europy                | Druga Liga, Grupa B | Nowy Sad, Serbia | rzut dyskiem   | 37,19    | 8.            | [ 17 ] |                     |                  |                |       |    |        |
| 2005         | Puchar Europy                | Druga Liga, Grupa B | Stambuł, Turcja  | pchnięcie kulą | 12,56    | 5.            | [ 18 ] |                     |                  |                |       |    |        |
| 2005         | Puchar Europy                | Druga Liga, Grupa B | Stambuł, Turcja  | rzut dyskiem   | 28,20    | 7.            | [ 18 ] |                     |                  |                |       |    |        |
| 2005         | Puchar Europy                | Druga Liga, Grupa B | Stambuł, Turcja  | rzut młotem    | 25,36    | 9.            | [ 18 ] |                     |                  |                |       |    |        |
| 2006         | Puchar Europy                | Druga Liga, Grupa B | Nowy Sad, Serbia | pchnięcie kulą | 14,92    | 2.            | [ 19 ] |                     |                  |                |       |    |        |
| 2006         | Puchar Europy                | Druga Liga, Grupa B | Nowy Sad, Serbia | rzut dyskiem   | 36,26 SB | 6.            | [ 19 ] |                     |                  |                |       |    |        |
| 2006         | Puchar Europy                | Druga Liga, Grupa B | Nowy Sad, Serbia | rzut młotem    | 24,52 PB | 7.            | [ 19 ] |                     |                  |                |       |    |        |
| 2010         | Drużynowe mistrzostwa Europy | Trzecia Liga        | Marsa, Malta     | pchnięcie kulą | 17,28    | 1.            | [ 20 ] |                     |                  |                |       |    |        |
| 2010         | Drużynowe mistrzostwa Europy | Trzecia Liga        | Marsa, Malta     | rzut dyskiem   | 37,43 PB | 8.            | [ 20 ] |                     |                  |                |       |    |        |